# Cármenes
Cármenes – gmina w Hiszpanii, w prowincji León, w Kastylii i León, o powierzchni 154,22 km². W 2011 roku gmina liczyła 437 mieszkańców.